# Fu (poezja)
Fu (chiń. 賦; pinyin fù) – gatunek chińskiego poematu opisowego, ukształtowanego w okresie od IV w. p.n.e. do połowy II p.n.e. i przeżywającego swój rozkwit w okresie panowania dynastii Han w II w n.e. 
Wyróżnikiem gatunku była przede wszystkim jego tematyka (opis państwa, władcy lub jego włości, pałaców i ogrodów) oraz sposób opisu elementów życia codziennego, roślin, zwierząt, krajobrazów itp. (niezwykle szczegółowy, ujmujący każdą właściwość przedstawianego przedmiotu, kwiecisty, statyczny, przejrzysty). Fu miały różną formę w zależności od okresu, w którym były tworzone – mogły być rymowane, rytmiczne lub zbliżać się do prozy, niekiedy wykorzystywały dialog lub przybierały formę zagadki; bywały oparte na pararelizmach lub całkowicie nieregularne. 
Fu tworzyli m.in.:
- Jia Yi, 賈宜 (zm. 168 p.n.e.)
- Mei Sheng, 枚乘 (zm. 140 p.n.e.)
- Sima Xiangru, 司馬相如 (zm. 118 p.n.e.)
- Yang Xiong, 楊雄 (53 p.n.e.–18)
- Ban Gu, 班固 (32-92)